# Archibald Campbell, 5:e earl av Argyll
Archibald Campbell, 5:e earl av Argyll, född 1530, till 1558 känd som lord Lorne, var John Knox vän och lärjunge samt en av reformationens i partistriderna på Maria Stuarts tid, var invigd i sammansvärjningen mot Darnley och bar genom sitt vankelmod huvudskulden till drottningens nederlag vid Langside 1568. 
Under regentskapstiden lyckades han trots intriger för Marias återinsättande på tronen uppnå höga ämbeten och dog 1573 som skotsk lordkansler. Såväl hans halvbror, Colin Campbell, 6:e earl av Argyll, som dennes son Archibald Campbell, 7:e earl av Argyll, tillhörde de inflytelserikaste partiledarna under de inre strider i Skottland, som kännetecknade kung Jakobs regeringstid.